# Eoghan Ó Tuairisc
Eoghan Ó Tuairisc o Eugene Watters (Ballinasloe, comtat de Galway, 1919 - Dublín, 1982) és un escriptor en gaèlic irlandès. Llicenciat en llengua i literatura anglesa, serví a l'exèrcit i fou professor de primària fins al 1961. També edità la revista Feasta del 1961 al 1965 i va ser membre d'Aosdana.
El seu poema narratiu Dermot and Grace, una versió irlandesa de Venus i Adonis, es considera la seva millor obra. El 1981 va publicar una col·lecció de poemes juntament amb Rita Kelly, anomenada Dialann sa Díseart.

## Obres
- Dé Luain (1966)
- Rogha an Fhile (1974)
- Lá Fhéile Michíl (1967)
- Aisling Mhic Artáin (1978)
- Fornocht do Conac (1981)
- Dialann sa Díseart (1972)
- Religio Poetae agus Aistí Eile (1987)